# 식품미생물학
식품미생물학은 식품에 서식하거나 생성되거나 또는 오염시키는 미생물에 대한 학문이다. 여기에는 식품 손상을 유발하는 미생물, 질병을 유발할 수 있는 병원균(특히 음식이 부적절하게 조리되거나 보관될 경우),  치즈, 요거트, 빵, 맥주, 와인 등 발효 식품을 생산하는 데 사용되는 미생물, 프로바이오틱스 생성과 같은 기타 유용한 역할을 하는 미생물에 대한 연구가 포함된다.?? 아마도?

## 식품에 영향을 미치는 균 하위 그룹
식품 내 균에 대한 연구는 특정한 특성에 기반하여 중요한 집단을 세분화했다. 이러한 세분화는 분류학상으로 중요하지 않다.
젖산균은 탄수화물을 이용해 젖산을 생성하는 균이다. 주요한 속은 락토코커스, 류코노스톡, 페디오코커스, 락토바실러스, 스트렙토코커스 써모필러스 등이 있다.
아세토박터 아세티와 같은 아세트산균은 아세트산을 생성한다.
프로피온산을 생성하는 프로피오니박테리움 프로이덴라이치와 같은 균은 유제품을 발효시키는 데 사용된다.
일부 클로스트리듐 속. 클로스트리듐 부티리쿰은 부티르산을 생성한다.
단백질분해균은 세포외 단백분해효소를 생성함으로써 단백질들을 가수분해한다. 이 그룹은 마이크로코쿠스, 포도상구균, 바실러스, 클로스트리듐, 슈도모나스, 알테로모나스, 플라보박테륨 알칼리게네스 속의 종을 포함하며, 장내세균과와 브레비박테륨에 더 제한되어 포함한다.
지방질분해균은 세포 밖의 지방 분해효소의 생성에 의해 트리글리세라이드를 가수분해한다. 이 그룹은 마이크로코쿠스, 포도상구균, 슈도모나스, 알테로모나스와 플라보박테륨균의 종까지 포함한다.
당화성세균은 복합 탄수화물을 가수분해한다. 이 그룹은 바실러스, 클로스트리듐, 에어로모나스, 슈도모나스와 엔테로박터 속의 종까지 포함한다.
호열성균은 섭씨 50 도가 넘는 높은 온도에서 생존할 수 있으며, 바실러스, 클로스트리듐, 페디오코커스, 연쇄상구균과 락토바실러스 속을 포함한다. 포자를 포함한 내열성균은 저온살균후에도 살아남을 수 있다. 섭씨 5도 이하의 저온에서 증식이 가능한 균을 저온균이라 부르며, 알칼리게네스, 세라티아. 류코노스톡. 카르노박테륨, 브로코트릭스, 리스테리아와 예르시니아를 포함한 많은 속의 종을 포함한다.
내염균은 10% 보다 높은 식염농도에서 생육 가능하다. 여기엔 비브리오나 코리네박테륨의 일부 종도 포함된다. 내산균은 낮은 pH 환경에서 생육 가능하다.
고삼투압균은 효모와 곰팡이에 비해 낮은 내삼투압성을 가진 반면에, 비교적 높은 삼투성 환경을 견딜 수 있다. 호기성균은 산소를 필요로 하지만, 혐기성균은 산소에 의해 생육이 저해된다. 통성 혐기성균은 산소 유무에 상관 없이 자란다.
일부 균은 영양소 대사과정 중에 가스를 생성할 수 있고, 다른 균들은 다당류를 합성함으로써 점액을 생산한다.
포자를 생성하는 균은 호기성, 혐기성, 무가스변패. 고온성, 그리고 황화물 생성 등 하위 그룹으로 세분된다.
분변성 대장균을 포함한 여러 대장균은 위생의 지표로 사용된다. 장 병원균은 위장관의 감염을 일으킬 수 있고 이 그룹에 포함될 수 있다.

## 식품 안전

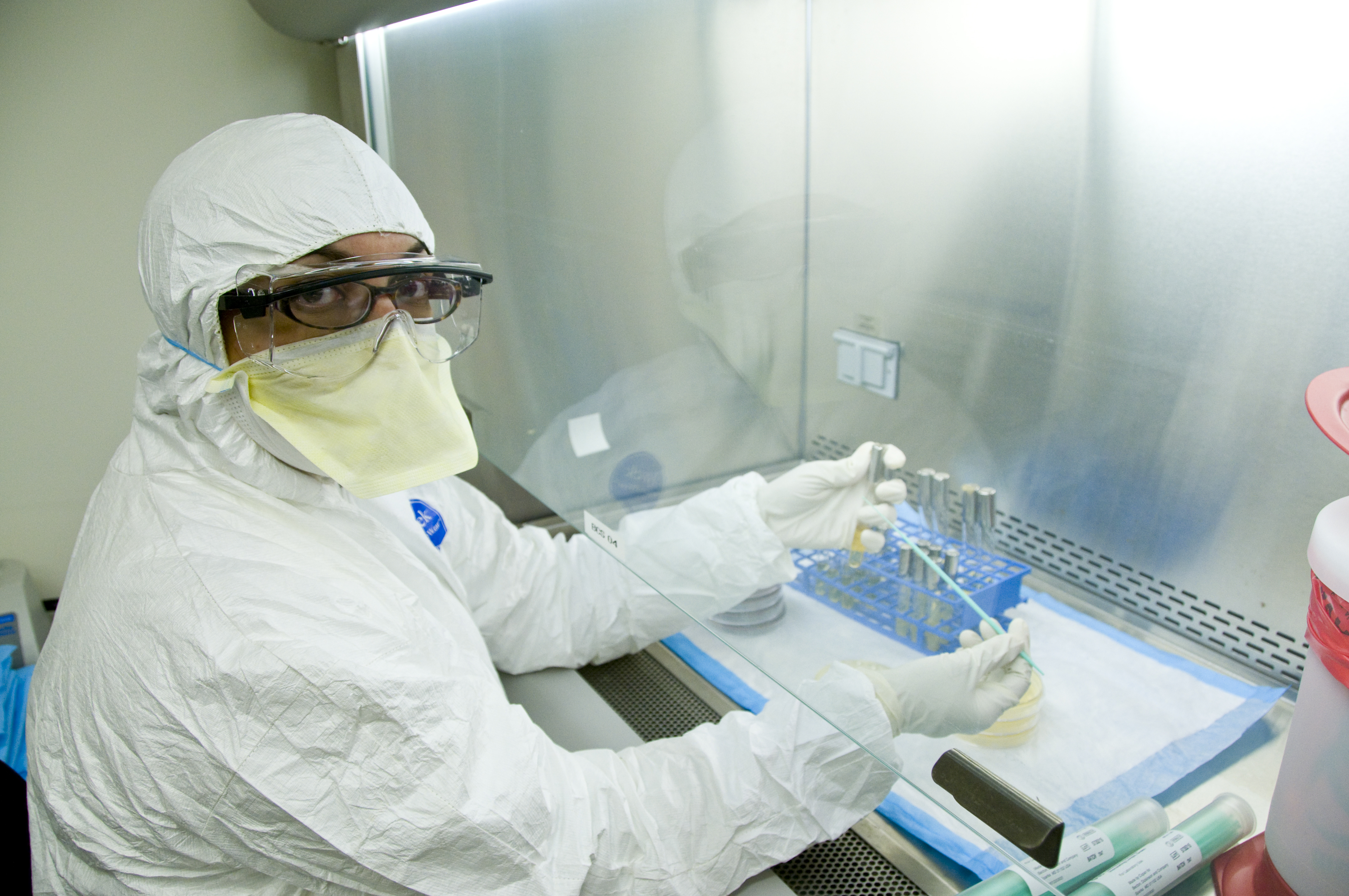
음식의 고위험 미생물에 대한 실험실 검사를 시행 중인 미생물학자.

식품 안전은 식품 미생물학의 주요한 주제이다. 수많은 질병과 병원균이 균과 바이러스를 가진 식품을 통해 쉽게 전염되고, 미생물의 독소들은 식품을 오염시킬 수 있다. 하지만 미생물과 그 생산물은 병원균을 퇴치하는 데 사용되기도 한다. 박테리오신을 생산하는 프로바이오틱균은 병원균을 죽이고 억제할 수 있다. 또는 니신과 같은 정제된 박테리오신을 직접적으로 식품에 추가 할 수 있다. 마지막으로, 균만 감염시키는 박테리오파지를 병원균을 죽이는 데 사용할 수 있다. 음식을 적절히 조리하여 준비하면, 대부분의 균과 바이러스를 제거할 수 있다. 그러나, 오염된 음식에서 생성된 독소가 가열이나 조리를 함으로써 비독성 형태로 변화되지 않을 수 있다.

## 발효
발효는 음식을 보존하고 품질을 변화시키는 방법 중 하나다. 효모, 특히 맥주효모균은 빵이 부풀 수 있게 이용되고, 맥주를 양조하며 와인을 만든다. 젖산균을 포함한 특정 균은 요거트, 치즈, 핫소스, 피클, 발효 소세지와 김치같은 요리를 만드는데 이용된다. 이러한 발효의 일반적인 효과는 병원균과 부패를 일으키는 미생물을 포함한 다른 미생물에게는 덜 적합하여 식품의 유통기한을 연장시킨다는 점이다. 어떤 치즈 품종은 그들의 특징적인 풍미를 숙성시키기 위하여 곰팡이류를 필요로 한다.

## 미생물의 생체고분자
여러 미생물학적으로 생산된 생체고분자는 식품 산업에서 사용된다.

### 알긴산염
알긴산염은 증점안정제로 사용 가능하다. 본문에서 '미생물의 다당류'로 분류되어 있지만, 현재 상업적으로 알긴산염은 라미나리아 히페르보레아(Laminaria hyperborea) 또는 인동덩굴과 같은 갈조류에서만 추출된다.

### 폴리감마글루탐산
폴리감마글루탐산(γ-PGA)은 다양한 바실러스의 균주에 의해 생성되며, 식품 산업에서 증점제로서 응용될 가능성이 있다.

## 식품 검사

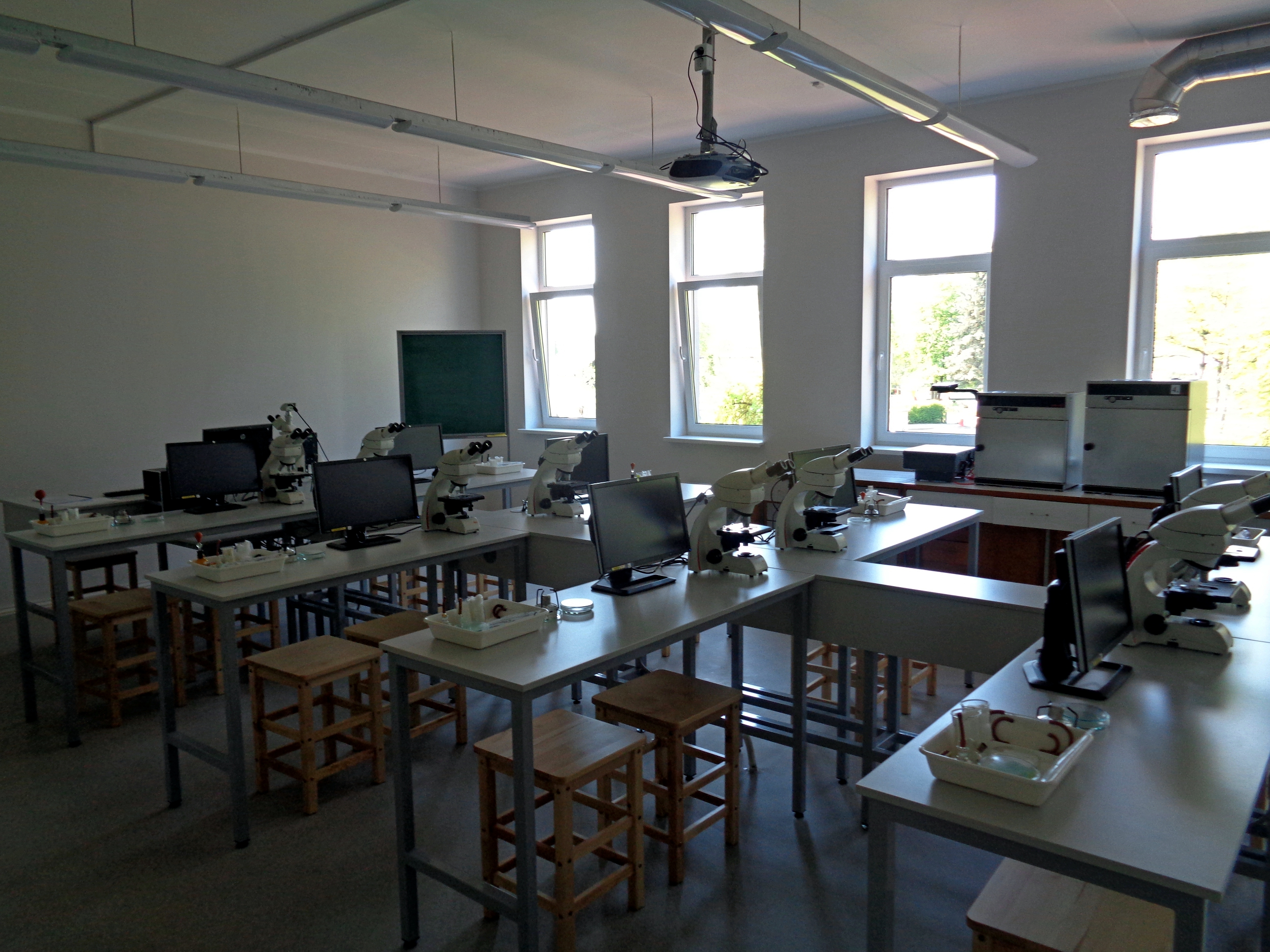
식품 미생물학 실험실.

식품의 안전을 보장하기 위해 병원균과 부패 유기체 검사와 같은 미생물 검사를 필요로 한다. 이 방법은 평범한 조건일 때 오염의 위험을 평가할 수 있으며, 식중독 발생을 예방할 수 있다. 모든 생산 단계에서 제품의 결함이 일어날 수 있기 때문에 식품 및 성분의 검사는 전체 공급망에서 중요하다. 부패 검출과는 별도로 미생물 검사로 세균 함량을 확인하고, 효모와 곰팡이, 그리고 살모넬라를 식별할 수 있다. 살모넬라균의 경우 과학자들이 독특한 변종을 빠르게 식별할 수 있는 휴대 가능한 기술을 개발하고 있다.
중합효소 연쇄반응 (PCR)은 특정 밴드에서 DNA 단편의 사본을 무수히 복제하는 빠르고 저렴한 방법이다("PCR(중합효소 연쇄반응)", 2008). 이러한 이유로 과학자들은 PCR을 이용해 HIV, 탄저균 등 다양한 종류의 바이러스나 세균을 그들의 고유한 DNA 패턴을 기반으로 검출하고 있다. 식품 병원균의 핵산 추출, PCR 검출 및 분화를 돕는 다양한 키트들이 상업적으로 사용 가능하다.  식품에서 균의 유전자 가닥을 검출하는 것은 식품에 의한 질병을 예방하는데 도움이 되어 전 세계 모두에게 매우 중요하다. 그러므로 PCR은 다른 가공 식품에서 병원균의 유전자가닥을 증폭하고 추적하기 위한DNA 검출기로 알려져 있다.

## 같이 보기
- 아니사키스
- 바실러스 세레우스
- 빵 효모
- 캄필로박터
- 클로스트리듐
- 유구낭미충증
- 환경 미생물학
- 대장균
- 식품안전
- 식품 매개 질환
- 진균 감염
- 식음료 제조에 사용되는 미생물 목록
- 리스테리아
- 미생물학
- 원 헬스
- 살모넬라
- 이질균
- 포도상구균
- 선모충증
- 톡소플라즈마증
- 비브리오
- 효모 감염
- 예르시니아증
- 인수공통감염병